# الإكوادور في الألعاب الأولمبية
الإكوادور في الألعاب الأولمبية الألعاب الأولمبية هي من أهم الأحداث الرياضية في الإكوادور ، تقوم اللجنة الأولمبيةالإكوادورية بالإشراف في شؤون مشاركة الإكوادور في الألعاب الأولمبية، شاركت الإكوادور أول مرة في الألعاب الأولمبية في دورة 1924 في باريس في فرنسا، فازت بيرو حتى الآن في مشوارها في الألعاب الأولمبية الصيفية بمجموع ميداليتين فقط في الألعاب الأولمبية الصيفية وهي ذهبية وفضية واحدة وكانت عن طريق عداء المشي جيفرسون بيريز.